# 트셰브니차군

돌니실롱스크주 지도에 표시된 트셰브니차군의 위치

트셰브니차군(폴란드어: powiat trzebnicki)은 폴란드 돌니실롱스크주에 위치한 군으로 군청 소재지는 트셰브니차이며 면적은 1,025.55km2, 인구는 85,092명(2019년 6월 30일 기준), 인구 밀도는 83명/km2이다.
북쪽으로는 밀리치군, 비엘코폴스카주 라비치군, 동쪽으로는 올레시니차군, 남쪽으로는 브로츠와프시, 브로츠와프군, 서쪽으로는 시로다군, 보우프군, 북서쪽으로는 구라군과 접한다. 6개 지방 자치체(4개 도시형 농촌, 2개 농촌)를 관할한다.

군기
군 문장